# Teleas szaboi
Teleas szaboi is een vliesvleugelig insect uit de familie van de Scelionidae. De wetenschappelijke naam van de soort is voor het eerst geldig gepubliceerd in 1964 door Fabritius.